# Sonny Chiba
Sonny Chiba, znany również jako Shin’ichi Chiba (jap. 千葉 真一 Chiba Shin’ichi), właściwie Sadaho Maeda (jap. 前田 禎穂 Maeda Sadaho; ur. 23 stycznia 1939 w Fukuoce, zm. 19 sierpnia 2021 w Kimitsu) – japoński aktor i mistrz wschodnich sztuk walki.

## Życiorys
Urodził się w Fukuoce, największym mieście japońskiej wyspy Kiusiu jako drugie z pięciorga dzieci Haruko i Shichinosuke Maeda, wojskowego pilota testowego. Miał młodszego brata Jirō (ur. 6 stycznia 1949). W młodym wieku zainteresował się tradycją japońskiego teatru i trenował baseball, piłkę siatkową i biegi. W szkole średniej poświęcił się gimnastyce artystycznej i w klasie trzeciej wygrał Narodowy Festiwal Sportu Japonii, jednak po kontuzji pleców zakończył karierę gimnastyczną. W 1957 roku rozpoczął studia na prywatnym uniwersytecie japońskiego wychowania fizycznego w Setagayi w Tokio. Tam zaczął ćwiczyć sztuki walki, w tym karate, judo, kendo ninjutsu, Shōrinji Kenpō i kyokushin pod kierunkiem Masutatsu „Mas” Ōyamy. W 1965 roku zdobył czarny pas pierwszego stopnia, a w 1984 roku – czarny pas czwartego stopnia.
W 1960 roku został odkryty podczas konkursu „Nowych Twarzy”, zorganizowanego przez wytwórnię Toei Company, natomiast niedługo później postanowił zmienić swoje nazwisko na Shin’ichi Chiba. Karierę ekranową rozpoczął w latach 60. od udziału w japońskich produkcjach telewizyjnych, filmach akcji i dreszczowcach. Jego pierwszą rolą w filmie opowiadającym o sztukach walki była postać Naoto Kiby w filmie zatytułowanym Karate Kiba (1973), natomiast rok później zagrał w międzynarodowym filmie Uliczny wojownik (1974). W 1981 roku zadebiutował na scenie jako jeden z najbardziej znanych i romantycznych samurajów w epoce feudalnej Japonii Yagyū Jūbei Mitsuyoshi w sztuce zatytułowanej Yagyū jūbei makai tenshō. Rozgłos międzynarodowy przyniosła mu rola Hanzō Hattoriego, wytwórcy mieczy samurajskich z pierwszej części filmowego dyptyku Kill Bill (2003) w reżyserii Quentina Tarantino, za którą był nominowany do Nagrody Saturna w kategorii najlepszy aktor drugoplanowy. W 2004 roku został uhonorowany American Choreography Award za wybitne osiągnięcie w choreografii walk. W kryminalnym dramacie sensacyjnym Justina Lina Szybcy i wściekli: Tokio Drift (2006) zagrał postać wuja Kamaty, szefa yakuzy.
Zmarł 19 sierpnia 2021 w Kimitsu w wieku 82 lat w wyniku komplikacji po przejściu COVID-19.

## Życie prywatne
Był dwukrotnie żonaty; w latach 1972–1994 z Yōko Nogiwą, z którą miał córkę Juri Manase (ur. 1 stycznia 1975), a w latach 1996–2015 z Tamami, z którą miał dwóch synów – J.J. Jr. Mackenyu (ur. 16 listopada 1996) i Gordona (ur. 9 stycznia 2000).

## Filmografia

### Filmy
- 1974: Uliczny wojownik (Gekitotsu! Satsujin-ken) jako Takuma Tsurugi
- 1977:
  - Karate baka ichidai jako Masutatsu Ōyama
  - Golgo 13: Kūron no kubi jako Golgo 13
- 1978: 47 mieczy zemsty. Upadek zamku Ako jako Fuwa Kazuemon
- 1979: W pułapce czasu (Sengoku jieitai) jako porucznik Yoshiaki Iba
- 1980: 
  - Wojownicy ninja – Tajemnica dwóch mieczy jako Shiranui Shogen
  - Wirus jako dr Yamauchi
- 1992: Żelazny Orzeł 3 – Asy (Aces: Iron Eagle III) jako Horikoshi
- 2003: Kill Bill (Kill Bill Vol. 1) jako Hattori Hanzo
- 2006: Szybcy i wściekli: Tokio Drift jako wuj Kamata

### Seriale telewizyjne
- 1983: Kosmiczny szeryf Gavan jako Voicer